# ナツメキッ!!
『ナツメキッ!!』は、七島佳那による日本の漫画作品。『Sho-Comi』（小学館）にて、2011年8号から2013年5号まで連載された。。単行本は全8巻。

## 概要
サブタイトルは「地球とキミのスキマに」。
七島佳那が『Sho-Comi』へ移籍後、第3作目の連載漫画（前作は『イヤだなんて言わせない』）。
高知県で有名なよさこいを舞台としたストーリーで、作者が初めてよさこいを見た瞬間、「いつか漫画にしてみたい!!」と思っており、実現した作品である。

## ストーリー
主人公佐野棗は、東京から愛媛県へ引越して来た高校1年生。
引越しする前の中学校で友達だった間宮立夏に憧れ、オシャレに奮闘する中、同じ高校に通うクラスメイトの青桐結大に「よさこいをやらないか」と誘われる。
はじめは全く興味がなかった棗だが、次第によさこいにも結大にも惹かれてゆき…?

## 登場人物
佐野棗（さの なつめ）
通称「ナツメ」。妹の病気療養のために東京から愛媛県に引っ越してきた高校1年生（15歳）の女の子。小学生の頃に6年間バレエを習っており、その経験を活かしてよさこいに奮闘する。引っ越し先の町で出逢ったユーダイ（後述）に誘われ、よさこいを始める。結大のことが好きだったが諦め、いまは栄人と付き合っている。
青桐結大（あおぎり ゆうだい）
通称「ユーダイ」。ナツメと同じ高校1年生。造り酒屋の息子で、地元で知らない人は殆どいない有名人。“氣弓（ききゅう）”というよさこいチームのリーダー。クラスの人気者で、ナツメの踊りのセンスを気に入り、彼女をチームへ誘う。棗のことが好き。
端居栄人（はしい えいと）
クールな性格のイケメンでユーダイの親友。ユーダイからは「栄ちゃん」と呼ばれている。ナツメ、ユーダイ、まゆの同級生でよさこい仲間。チームの振付師。棗と付き合っている。
遠藤まゆ（えんどう まゆ）
ナツメ、ユーダイ、栄人の同級生でよさこい仲間。チームのインストラクターを担当している。無口で人見知りが強く、愛想のあまり良くない女の子。氷室さんのことが好き。
間宮立夏（まみや りっか）
かつてナツメと同じ中学校へ通っていたが、後に転校。現在は高知県に在住し、ご当地アイドルの“PALETTE（パレット）”のメンバーとして活躍している。ユーダイとは友達だが、なぜかナツメを意図的に避けている。結大のことが好き。
山田柾（やまだ まさき）
“MI☆YA☆BI（ミヤビ）”というよさこいチームのメンバーで、ナツメ達とは同学年。“氣弓”と“MI☆YA☆BI”はライバル関係だが、大会での知名度は“MI☆YA☆BI”の方が上である。棗のことが好き

## 番外編
- ナツメキッ!! 番外編 ナツメと栄人のスキマに（2011年『Sho-Comi』増刊6月15日号）
- ナツメキッ!! 番外編 ナツメのクッキー（2011年『Sho-Comi』本誌18号・別冊付録）
- ナツメキッ!! 番外編 〜まゆメキッ!!〜（2012年『Sho-Comi』増刊12月15日号）
- ナツメキッ!! 番外編　（2013年『Sho-Comi』15号）